# Metalloleptura rufofemorata
Metalloleptura rufofemorata is een keversoort uit de familie van de boktorren (Cerambycidae). De wetenschappelijke naam van de soort werd voor het eerst geldig gepubliceerd in 1987 door Hayashi & Villiers.